# بالماس
بالماس (بالإنجليزية: Palmas)‏ أكبر مدينة في ولاية التوكانتينز, بلغ عدد سكان المدينة في 2006 (220,889 نسمة) وتعتبر احدث مدينة مـخططه في البرازيل نشأت في 20/05/1989 وسميت بهذا الاسم نسبة إلى (ساو جواؤ دا بلمس).

## المناخ
يظهر الجدول التالي التغييرات المناخية على مدار السنة لبالماس:
| البيانات المناخية لـبالماس                                   | البيانات المناخية لـبالماس | البيانات المناخية لـبالماس | البيانات المناخية لـبالماس | البيانات المناخية لـبالماس | البيانات المناخية لـبالماس | البيانات المناخية لـبالماس | البيانات المناخية لـبالماس | البيانات المناخية لـبالماس | البيانات المناخية لـبالماس | البيانات المناخية لـبالماس | البيانات المناخية لـبالماس | البيانات المناخية لـبالماس | البيانات المناخية لـبالماس |
| الشهر                                                        | يناير                      | فبراير                     | مارس                       | أبريل                      | مايو                       | يونيو                      | يوليو                      | أغسطس                      | سبتمبر                     | أكتوبر                     | نوفمبر                     | ديسمبر                     | المعدل السنوي              |
| ------------------------------------------------------------ | -------------------------- | -------------------------- | -------------------------- | -------------------------- | -------------------------- | -------------------------- | -------------------------- | -------------------------- | -------------------------- | -------------------------- | -------------------------- | -------------------------- | -------------------------- |
| متوسط درجة الحرارة الكبرى °م (°ف)                            | 31.8 (89.2)                | 31.7 (89.1)                | 31.6 (88.9)                | 32.5 (90.5)                | 33.2 (91.8)                | 33.8 (92.8)                | 34.5 (94.1)                | 36.2 (97.2)                | 36.6 (97.9)                | 34.5 (94.1)                | 32.7 (90.9)                | 32.0 (89.6)                | 33.4 (92.1)                |
| المتوسط اليومي °م (°ف)                                       | 25.3 (77.5)                | 25.2 (77.4)                | 25.5 (77.9)                | 25.5 (77.9)                | 24.6 (76.3)                | 23.2 (73.8)                | 22.9 (73.2)                | 24.3 (75.7)                | 26.5 (79.7)                | 26.4 (79.5)                | 25.6 (78.1)                | 25.3 (77.5)                | 25 (77)                    |
| متوسط درجة الحرارة الصغرى °م (°ف)                            | 22.3 (72.1)                | 22.3 (72.1)                | 22.4 (72.3)                | 22.5 (72.5)                | 21.8 (71.2)                | 19.7 (67.5)                | 18.8 (65.8)                | 20.2 (68.4)                | 22.7 (72.9)                | 22.7 (72.9)                | 22.5 (72.5)                | 22.4 (72.3)                | 21.7 (71.1)                |
| معدل هطول الأمطار مم (إنش)                                   | 245.7 (9.67)               | 216.7 (8.53)               | 170.8 (6.72)               | 100.3 (3.95)               | 14.9 (0.59)                | 1.7 (0.07)                 | 0.2 (0.01)                 | 2.4 (0.09)                 | 19.2 (0.76)                | 120.8 (4.76)               | 196.6 (7.74)               | 211.9 (8.34)               | 1٬301٫2 (51.23)            |
| متوسط الأيام الممطرة (≥ 1 mm)                                | 13                         | 13                         | 11                         | 7                          | 2                          | 0                          | 0                          | 0                          | 2                          | 8                          | 12                         | 13                         | 81                         |
| ساعات سطوع الشمس الشهرية                                     | 186.4                      | 159.1                      | 168.8                      | 236.8                      | 246.4                      | 197.2                      | 196.9                      | 192.5                      | 151.4                      | 168.9                      | 184.7                      | 204                        | 2٬293٫1                    |
| المصدر: Brazilian National Institute of Meteorology (INMET). |                            |                            |                            |                            |                            |                            |                            |                            |                            |                            |                            |                            |                            |

## توأمة
لبالماس اتفاقيات توأمة مع:
- كولورادو سبرينغس

## أعلام
- دانييل هيرميس